# انزینگا پرسکود
انزینگا پرسکود (انگلیسی: Nzingha Prescod؛ زادهٔ ۱۴ اوت ۱۹۹۲) شمشیرباز اهل ایالات متحده آمریکا است.